# 活塞男事件

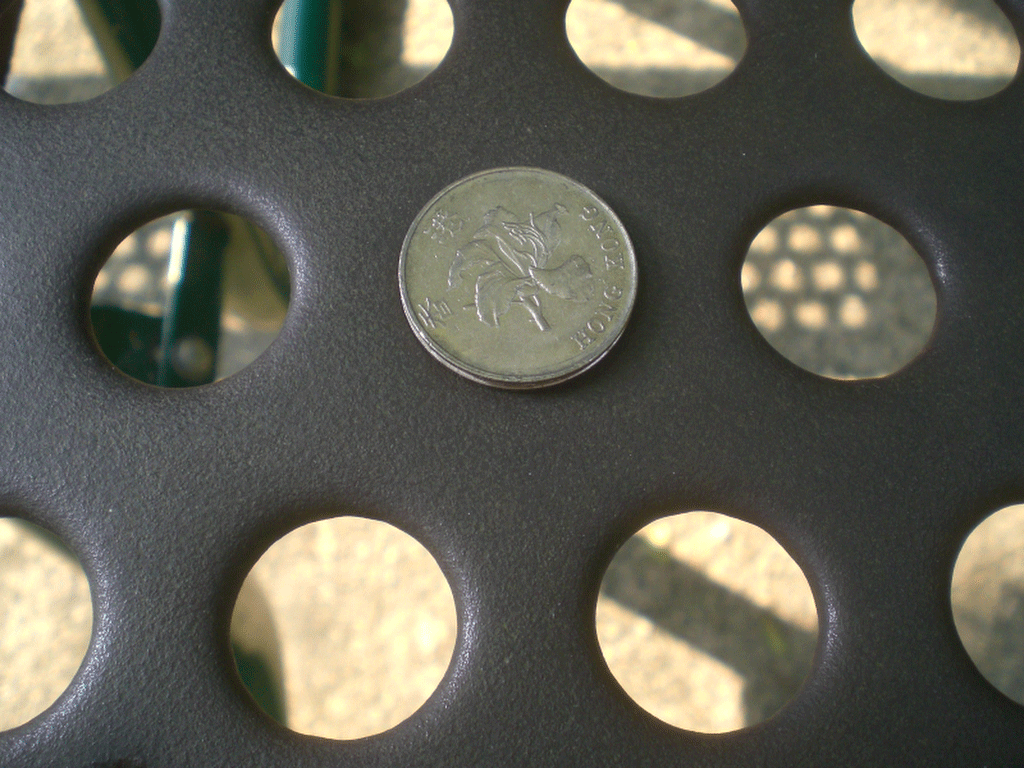
發生意外的鐵板，圓孔大小與港幣五元硬幣比較。

活塞男事件於2008年8月6日深夜在香港九龍觀塘區藍田碧雲道五桂山山邊的藍田公園發生，一名中年男子於三號強風訊號生效期間，在藍田公園內的仰臥起坐鐵板運動時，疑似利用鐵板自慰，其陽具被緊套在板上的圓孔內，無法拔出而報警求助。除了香港傳媒報道消息以外，事件更傳至國際媒體上，亦令事主獲得達爾文獎的榮譽表揚。於網絡世界中，事主被網民起「活塞男」等外號，亦引伸了大量後續的惡搞創作。

## 經過
2008年8月6日晚上，一名42歲申姓男子冒雨在藍田公園觀景台位置使用健身設施仰臥起坐時，懷疑將陽具困在設施約一吋直徑（約2.5公分）的圓孔內而無法拔出，最終報警求助。
救護人員趕抵現場後為事主注射鎮靜劑後仍然未能夠為事主脫困，幾經擾攘，救護人員最後決定拆除鐵板，將事主連人帶板送院搶救，期間事主對記者的採訪相當抗拒。

## 事後
- 該男子出院後被狗仔隊跟蹤，被偷拍到他前往灣仔東方188商場購買色情片數碼多功能影音光碟[2]。曾對記者表示他當時之所以被困是因為被債主逼他還債，使用手段以致[2]。由於其回應與事情有所出入，令人懷疑其當時是否有所隱瞞。
- 2008年8月11日《蘋果日報》財經版專欄《金手指》中，作者孫柏文提及《鐵板活塞男》新聞短片，成為《蘋果動新聞》啟動1年以來單一最高收視短片[6]。
- 2008年10月31日，有報道指出，康樂及文化事務署有意向當事人追討因為其行為而對藍田公園設施之損失[7]。